# Натан-Зада, Эден
Эден Натан-Зада (ивр. עדן נתן-זדה‎; 9 июля 1986 — 4 августа 2005) — израильский террорист, открывший огонь по пассажирам автобуса в израильском арабском городе Шфарам и убивший 4-х человек. Теракт произошёл 4 августа 2005 года.
Натан-Зада был солдатом армии обороны Израиля и в день теракта находился в самовольной отлучке с армейской службы. В ходе стрельбы по пассажирам автобуса, в момент, когда он пытался перезарядить автомат, он был схвачен и обезврежен, после чего на него надели наручники. Уже после прибытия на место израильской полиции был забит толпой до смерти. Считается, что Натан-Зада совершил нападение, протестуя против плана одностороннего размежевания, проводимого израильским правительством. На это указывало то, что к его карману была прикреплена оранжевая лента, которую носили в те дни активисты, выступавшие против ухода Израиля из Газы.
Ни одна из групп не взяла на себя ответственность за это террористическое нападение, а председатель Совета поселений Иудеи, Самарии и сектора Газа, Бенци Либерман, осудил его. В момент нападения Натан-Зада находился в самовольной отлучке с военной службы и скрывался от армейских органов. Незадолго до теракта он стал религиозным после общения с ультраправыми активистами.

## Предыстория
Эден родился в семье восточных евреев — его отец, Ицхак Натан-Зада, родом из Ирана, а мать, Двора Цубери, происхождением из Йемена. Родители Натан-Зада рассказывают, что он был «ярким и трудолюбивым израильским школьником» до того момента, пока не заинтересовался Меиром Кахане, о котором он узнал из интернета. После этого он стал проводить выходные дни недели в религиозном поселении Кфар-Тапуах на Западном берегу реки Иордан, где впоследствии скрывался от службы в армии.
В письме, которое Натан-Зада оставил родителям после того, как дезертировал с армейской службы, он выражал своё неудовольствие по поводу плана одностороннего размежевания. Он писал: «Так же как я не могу выполнить приказ осквернить шаббат, я не могу быть частью организации, изгоняющей евреев». В письме кроме того содержался лозунг противников размежевания «Еврей не выгоняет еврея», а заканчивалось письмо словами «Я обдумаю, как мне продолжать службу».
По заявлению его матери, перед террористическим нападением она сообщила в ЦАХАЛ и другие службы безопасности, что её дезертировавший и скрывающийся сын до сих пор имеет при себе армейское оружие. «Мы всем сказали, что он находится в самовольной отлучке и что он может как-то использовать своё оружие. Мы умоляли их забрать его оружие. Армия уничтожила моего ребёнка и разрушила мою жизнь». Согласно журналу The New Republic, «армейский психиатр предупредил, что он не был годен для ношения оружия и формы, но его профессиональное мнение ожидало подтверждения со стороны комиссии медицинских экспертов», которая собраться не успела .

## Теракт в Шфараме
Натан-Зада сел на автобус, направляющийся из Хайфы в Шфарам, 4 августа 2005 года. Он был одет в полную форму израильской армии и вооружён автоматом М16, который ему выдали на армейской службе. Согласно свидетелям, на нём была кипа, он был с бородой и пейсами, как положено правоверному иудею, а к его карману была прикреплена оранжевая лента. Согласно свидетелям, водитель автобуса был удивлён, что религиозный еврей направляется в Шфарам (город с преимущественно арабским населением), и спросил у Натан-Зада, уверен ли тот, что хочет ехать именно по этому маршруту. Когда автобус въехал в один из районов Шфарама с преимущественно друзским населением, Натан-Зада встал со своего места и направился к передней двери, как будто хотел выйти. Когда дверь открылась, он развернулся и открыл огонь. Сперва он выстрелил в водителя, а затем стал стрелять по пассажирам. Водитель и двое пассажиров были убиты на месте, а третий пассажир скончался позже. Ещё 22 пассажира были ранены. В момент когда Натан-Зада пытался перезарядить автомат, он был схвачен прохожими, которые собрались рядом с местом теракта. Вскоре на место происшествия прибыла израильская полиция и к этому моменту Натан-Зада был связан и ещё жив. Однако группа полицейских, находившихся на месте, не смогли предотвратить последовавшее линчевание Натан-Зада толпой. В ходе линчевания было ранено 9 полицейских, которые пытались защитить Натан-Зада. Полиция смогла забрать его тело с места теракта только спустя 4 часа.
Жертвами теракта стали четверо арабских граждан Израиля: сёстры Хазар и Дина Турки (обе чуть старше двадцати лет), Мишель Бахус (водитель автобуса) и Надер Хаек. Раненые были срочно доставлены в больницу «Рамбам» в Хайфе. У одного из раненых были ожоги на руках, которые он, по его словам, получил, сжимая ствол автомата Натан-Зада, когда пытался обезвредить террориста. В день, последующий за терактом, 40 000  человек участвовало в похоронах погибших. Две погибшие сестры были похоронены на мусульманском кладбище, а двое мужчин — на местном христианском кладбище.

## Реакция
Премьер-министр Израиля Ариэль Шарон недвусмысленно осудил теракт, назвав его «предосудительной акцией, совершённой кровожадным еврейским террористом», и «намеренной попыткой навредить системе взаимоотношений между израильскими гражданами». Вице-премьер Шимон Перес и министр внутренних дел Офир Пинес-Паз посетили семьи жертв теракта. Перес сказал семьям погибших: «Ваша боль — это боль всего государства Израиль. Мы не позволим сумасшедшим и террористам поставить под опасность ваши жизни». Правительство Шарона постоянно применяло к нападению в Шфараме термин «террористический акт», до этого обычно этот термин был зарезервирован для акций палестинских террористов. Журнал The «New Republic» отмечал, что «любой палестинский лидер никогда не высказал бы такого осуждения» в аналогичном случае. Другие источники также отметили это отличие, добавив, что израильское руководство прямо использовало в отношении к Натан-Зада слово «террорист», в отличие от критикуемых им зарубежных СМИ, обычно называющих палестинцев, совершающих теракты против мирного населения, или «радикалами», или «боевиками».

## Расследование линчевания Натан-Зада
Верховный комитет арабских граждан Израиля призвал правительство воздержаться от расследования обстоятельств смерти Эдена Натан-Зада. Арабский член кнессета Мухаммед Бараке, житель Шфарама, предупредил, что в случае, если полиция начнёт расследование линчевания Натан-Зада, могут начаться беспорядки. Он заявил: «Обычно, когда кто-нибудь останавливает террориста и не даёт ему убивать дальше, он считается героем. Но в этом случае герои оказываются на скамье подсудимых». Однако офицер безопасности города Шфарам, Джамаль Алиам, заявил армейскому радио, что Зада был атакован десятками людей уже после того, как он был обезврежен и после того, как полиция надела на него наручники.
Впоследствии, 13 июня 2006 года, шесть подозреваемых в участие в линчевании были задержаны. Седьмой сам пришёл в полицию с повинной. Полиция сделала по этому поводу следующее заявление: «Мы ответственны за поддержание закона, и вы не можете брать закон в свои собственные руки. Даже когда это касается террориста, который убил невинных людей, хотя он и совершил чудовищный террористический акт».
Арест поддержали и некоторые левые израильские политики, например, Йоси Бейлин сказал: «Израиль не может смириться с линчеванием человека, закованного в наручники, хотя его действия и были чудовищными и непростительными. Совместный интерес и евреев и арабов заключается в том, чтобы Израиль не закрывал глаза на подобное поведение». В то же время несколько арабских депутатов выразили своё неудовольствие по поводу арестов и назвали эти аресты преступлением.
7 июня 2009 года 12 арабским гражданам Израиля были предъявлены уголовные обвинения в линчевании, семеро были обвинены в попытке убийства. В марте 2010 года адвокат обвиняемых Махер Талхами заявил, что недавно обнаруженная видеосъёмка автобуса, сделанная с израильского беспилотного самолёта до, во время и после атаки указывает на то, что в израильской армии были в курсе о намерениях Натан-Зада. В июле 2012 года Верховный суд Израиля отклонил апелляцию семей жертв Эдена Натан-Зада, требовавших проведения дополнительного расследования обстоятельств нападения.
В июле 2013 года окружной суд Хайфы признал виновными в попытке убийства четверых обвиняемых в линче, ещё двое были признаны виновными в умышленном нанесении тяжких увечий. Седьмой подсудимый был оправдан. При этом, суд снял с обвиняемых обвинения в умышленном убийстве, подчеркнув, что «не удалось установить, что Натан Зада попал в руки нападавших живым». Семья Натан-Зада, в свою очередь, «обвинила правоохранительные органы в том, что они провалили расследование».

## Компенсация семьям погибших

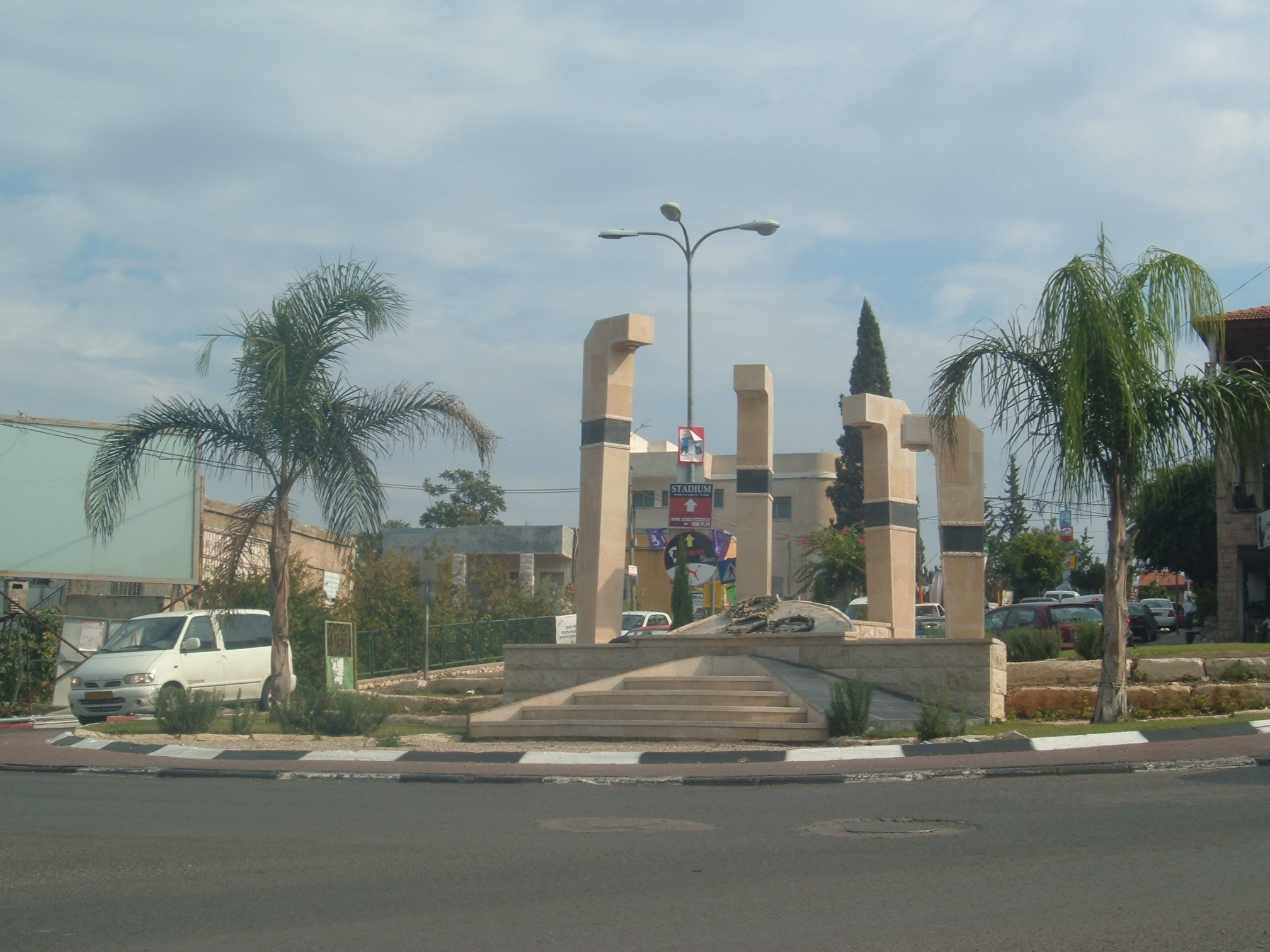
Мемориал в Шфараме в память о жертвах теракта

После теракта израильское министерство обороны постановило, что убитые арабские граждане не являются жертвами террора, поскольку убийца не являлся членом террористической организации. Соответственно, родственники жертв теракта не имели права на обычную компенсацию, положенную в случае смерти в ходе террористического нападения. Согласно заявлению пресслужбы АОИ, совершивший нападение должен был быть членом сил, враждебных Израилю, для того, чтобы закон считал его террористом. Вместо обычной компенсации родственники жертв получили одноразовую выплату, в то время как обычно родственники погибшего в ходе террористической атаки получают пожизненную ежемесячную выплату. Представители арабской израильской общественности осудили это решение, а Мухаммед Бараке, арабский депутат кнессета, сказал, что это решение «имеет сильный запах расизма, отличающего еврейского террориста от арабского террориста».
19 июля 2006 года израильское правительство изменило «Закон о компенсациях жертвам вражеских акций», и он был распространён на всех пострадавших от насилия в ходе арабо-израильского конфликта. В результате пострадавшие и семьи погибших в ходе теракта Натан-Зада получили право на компенсацию как жертвы террора.

## Последующие события
Через месяц после теракта в Шфараме были развешаны листовки, в которых прославлялся Натан-Зада. Полиция арестовала за это трёх человек, которые были обвинены в подстрекательстве к бунту. Однако хайфский судья Зияд Феллах, разбиравший дело, счёл эти обвинения необоснованными. Листовки также появились в родном городе Натан-Зады Ришон Ле-Ционе, в поселении Кфар Тапуах, в котором он скрывался от воинской повинности и в Иерусалиме.
В ноябре 2009 года семья Э. Натан-Зада подала исковое заявление о компенсации от государства в связи с линчеванием их сына. Адвокат семьи Н. Манкин заявил, что «Натан-Заде был прикован наручниками к сидению автобуса, что не позволило ему бежать и спастись от линчевателей. […] именно так спасли себя полицейские, когда поняли, что разъярённая толпа может убить и их».